# Barabás Béla (jogász)
Barabás Béla (Arad, 1855. december 12. – Arad, 1934. május 28.) jogász, közíró, országgyűlési képviselő, szenátor.

## Életútja
A kolozsvári unitárius gimnázium diákja volt, majd a budapesti egyetemen jogot végzett 1879-ben. Szülővárosában a Függetlenségi és Negyvennyolcas Párt vezetője, 1892-től egy év megszakítással összesen huszonöt éven át magyar országgyűlési képviselő. Sorozatban ötször, az 1892-es, 1896-os, 1901-es, 1905-ös és az 1906-os választások alkalmával nyert mandátumot, míg az 1910-es választásokon elbukott, de 1911-ben egy időközi képviselőválasztáson újfent bejutott a Magyar Országgyűlésbe. 1914-ben Károlyi Mihály miniszterelnök kísérője amerikai útján. 1917. július 25-től 1918. november 5-ig Arad  törvényhatósági jogú város főispánja.
Erdély Román Királysághoz való csatolása után a maradás mellett döntött és hamar a kisebbségi magyar politikai élet egyik vezető alakjává vált. 1922-től az erdélyi Országos Magyar Párt (OMP) egyik alelnöke, 1926-tól a bukaresti Román Parlament szenátora. Budapesten a régi Képviselőházban ő mondta el az utolsó beszédet, majd a felavatott mai Országház első beszédét is ő mondta el. Jelentős publicisztikai tevékenységet fejtett ki országos és helyi lapokban. Egy ideig szerkesztője volt az Arad és Vidéke című politikai napilapnak, főszerkesztője az Aradi Magyar Újságnak (1926-27).
Nevét a kommunistaellenes 1989-es romániai forradalom óta Aradon utca viseli.
Sírja az aradi „Felsőtemetőben” található.

## Főbb munkái
- Emlékirataim (Arad, 1929)
- Amikor Kossuth Lajost hazahívták (Cegléd, 1923)
- Emlékirataim. 1855–1929; sajtó alá rend., utószó, függelék, jegyz. Zakar Péter; 2. jav. kiad.; Alma Mater Alapítvány, Arad, 2005
- Az aradi szabadságharcos. Küzdelmek a magyar parlamentben és a román impérium alatt; szerk. Szakács Árpád, szöveggond. Bak Krisztián Sándor; Kárpátia Stúdió, Köröstarkány–Balatonfőkajár–Bp., 2022